# How Could Hell Be Any Worse?
How Could Hell Be Any Worse? — дебютный студийный альбом панк-группы Bad Religion, записанный в 1982 году на Epitaph Records. Вышедший почти через год после EP Bad Religion, альбом был профинансирован отцом Бретта Гуревича (3000 долларов США). Он неожиданно хорошо разошелся в 10 000 копий за год.
How Could Hell be Any Worse? был записан за два периода на студии Track Record Studios в Северном Голливуде, Калифорния, в периоды октября-ноября 1980 года и затем в январе 1981 года. После первой сессии записи барабанщик Джей Зискрут покинул группу и был заменен Питом Файнстоуном, с которым коллектив и записал вторую часть альбома. Еще не бывший участником группы Грег Хетсон, игравший в то время в Circle Jerks, сыграл гитарное соло в «Part III». How Could Hell be Any Worse? стал так же последним альбомом, записанным с Джеем Бентли в качестве бас-гитариста, вплоть до альбома Suffer 1988 года.
Обложка альбома была сделана фотографом Эдвардом Колвером вблизи Голливуд-боул, в то время как задняя сторона представляет собой одну из иллюстраций Гюстава Доре к Божественной комедии Данте.

## Запись
Bad Religion сделали как минимум две попытки записи полноформатного альбома после одноименного EP. За нехваткой денег группа записала большую часть альбома бесплатно на студии Track Record Studios с 31 октября по 1 ноября 1980 года. 7 песен были записаны в первую ночь и обработаны на следующий же день. На протяжении ноября группа записывала новый материал и через некоторое время барабанщик Джей Зискрут покинул группу и был заменен Питом Файнстоуном. Вокалист Грег Граффин высказался относительно ухода Джея:

Это было по какой-то абсолютно дурацкой причине. Что-то вроде «вы не слушаете меня, я сваливаю». Он ушел со студии, перестал заниматься барабанами. Мы были на полпути к завершению работы над How Could Hell be Any Worse? и остались без барабанщика.Оригинальный текст (англ.)It was for some really stupid reason. Like 'you guys don't listen to me enough, fuck you, I quit.' He walked out of the rehearsal studio, and left his drums and everything. We're halfway finished with How Could Hell Be Any Worse, and Bad Religion was without a drummer.

После небольшой практики в гараже матери Граффина Bad Religion вернулись к записи How Could Hell be Any Worse? в январе 1981 года и закончили альбом за выходные.

## Восприятие
Критики восприняли How Could Hell be Any Worse? позитивно. Джонни Лофтас с AllMusic присвоил альбому 3 звезды из 5 и сказал что How Could Hell be Any Worse? это «будто вы приложили ухо к двери репетиционного гаража группы».
Зак де ла Роча из Rage Against the Machine говорил о Bad Religion с Orange County Register в год юбилея группы в 2010 году. Говоря о How Could Hell be Any Worse? он сказал:

Я помню как впервые слышал How Could Hell be Any Worse? в 1985 году, мне тогда было пятнадцать. Первое что я помню так это когда я вынул пластинку и увидел обложку с Лос-Анджелесом, покрытым красной пеленой. Должен признать, я тогда испугался. Я не знал чего ожидать. Когда игла пошла по пластинке, это был решающий для меня момент. Музыка была гораздо мрачнее чем весь панк что я слышал раньше. Это было почти готично, в мелодии была настоящая печаль. Помню, я был потрясен текстом. Это не было вроде откровения что бог не существовал… это было больше похоже на порцию печальной действительности. Того, что наше состояние является результатом нашего собственного беспорядка… и в пятнадцать я действительно испугался. Я не читал Сартра или Ницше и, уверен, если бы читал, это не произвело бы на меня такого эффекта. На протяжении всей записи не было никакого облегчения, кроме одного: «есть лишь две вещи, которые ты можешь сделать… повернуться и сражаться… или уйти в ночь». Это действительно одна из лучших групп Лос-Анджелеса.Оригинальный текст (англ.)I remember hearing BR's How Could Hell Be Any Worse? for the first time in 1985, I was fifteen. The first thing I remember is pulling the insert from the sleeve of the record and seeing those drawings from Dante's Inferno, and that red wash over the blurry shot of Los Angeles, and I admit I was scared. A little terrified even. I had no idea what to expect. When the needle hit the record I have to say it was a defining moment for me. The music was darker than most punk records I had heard. It was almost gothic, and there was a genuine sadness to the melodies. Listening to the words I remember being overwhelmed. It wasn't some revelation that god didn't exist ... it was more like an injection of the sad truth. That our condition is the product of the mess of our own making ... and at fifteen that was as scary as the inferno drawings. I wasn't reading Sartre or Nietzsche, and I'm convinced now that if I was it wouldn't have had the same effect. Throughout the record there was very little relief from the sad truths except one: 'there are two things you can do ... one is to turn and fight ... the other's to go headlong into the night.' Truly one of the greatest L.A. bands.

Де ла Роча сказал, что «Fuck Armageddon… This Is Hell» изменила его жизнь.

## Список композиций
| №                   | Название                         | Автор(ы)            | Длительность |
| ------------------- | -------------------------------- | ------------------- | ------------ |
| 1.                  | «We're Only Gonna Die»           | Граффин             | 2:12         |
| 2.                  | «Latch Key Kids»                 | Граффин             | 1:38         |
| 3.                  | «Part III»                       | Бентли              | 1:48         |
| 4.                  | «Faith in God»                   | Граффин             | 1:50         |
| 5.                  | «Fuck Armageddon...This Is Hell» | Граффин             | 2:48         |
| 6.                  | «Pity»                           | Граффин             | 2:00         |
| 7.                  | «In the Night»                   | Гуревич             | 3:25         |
| 8.                  | «Damned to Be Free»              | Граффин             | 2:12         |
| 9.                  | «White Trash (2nd Generation)»   | Гуревич             | 2:21         |
| 10.                 | «American Dream»                 | Гуревич             | 1:41         |
| 11.                 | «Eat Your Dog»                   | Граффин             | 1:04         |
| 12.                 | «Voice of God Is Government»     | Бентли              | 2:54         |
| 13.                 | «Oligarchy»                      | Гуревич             | 1:01         |
| 14.                 | «Doing Time»                     | Гуревич             | 3:00         |
| Общая длительность: | Общая длительность:              | Общая длительность: | 29:54        |

| №                   | Название            | Автор(ы)            | Первое появление    | Длительность |
| ------------------- | ------------------- | ------------------- | ------------------- | ------------ |
| 15.                 | «Bad Religion»      | Гуревич             | Bad Religion        | 1:49         |
| 16.                 | «Politics»          | Граффин             | Bad Religion        | 1:21         |
| 17.                 | «Sensory Overload»  | Гуревич             | Bad Religion        | 1:31         |
| 18.                 | «Slaves»            | Граффин             | Bad Religion        | 1:20         |
| 19.                 | «Drastic Actions»   | Гуревич             | Bad Religion        | 2:36         |
| 20.                 | «World War III»     | Граффин             | Bad Religion        | 0:54         |
| 21.                 | «Yesterday»         | Граффин             | Back to the Known   | 2:39         |
| 22.                 | «Frogger»           | Хетсон              | Back to the Known   | 1:19         |
| 23.                 | «Bad Religion»      | Гуревич             | Back to the Known   | 2:10         |
| 24.                 | «Along the Way»     | Граффин             | Back to the Known   | 1:36         |
| 25.                 | «New Leaf»          | Граффин             | Back to the Known   | 2:53         |
| 26.                 | «Bad Religion»      | Гуревич             | Public Service      | 1:48         |
| 27.                 | «Slaves»            | Граффин             | Public Service      | 1:07         |
| 28.                 | «Drastic Actions»   | Гуревич             | Public Service      | 2:31         |
| Общая длительность: | Общая длительность: | Общая длительность: | Общая длительность: | 55:28        |

## Переиздание
How Could Hell be Any Worse? переиздавался много раз. Первое переиздание было записано в 1988 году. Он был выпущен на CD как часть сборника 80-85 1991 года и содержал в себе весь материал коллектива с 1981 по 1985 год (исключая Into the Unknown).
Переиздание How Could Hell be Any Worse? на CD было выпущено в 2004 году вместе с Suffer, No Control, Against the Grain, Generator и DVD переизданием их видео Along the Way. Переиздание How Could Hell be Any Worse? имеет тот же листинг что и 80-85.

## Участники записи
- Грег Граффин — вокал
- Бретт Гуревич — гитара
- Джей Бентли — бас гитара
- Пит Файнстоун — барабаны в песнях 1, 3, 4, 6, 7, и 13
- Джей Зискрут — барабаны в песнях 2, 5, 8, 9, 10, 11, 12, и 14
- Грег Хетсон — гитарное соло в песне Part III